# Onciale 0281
- Papyrus
- Onciale
- Minuscules
- Lectionnaire

Le Codex 0281 (dans la numérotation Gregory-Aland), est un manuscrit du Nouveau Testament sur parchemin écrit en écriture grecque onciale.

## Description
Le codex se compose de 47 folios. Il est écrit en deux colonnes par page, 20 lignes par colonne. Les dimensions du manuscrit sont 20 x 17 cm,. Les paléographes datent ce manuscrit du VIIe siècle ou VIIIe siècle.
C'est un manuscrit contenant le texte de l'Évangile selon Matthieu (6-27). C'est un palimpseste.
Le texte du codex Kurt Aland ne l'a placé dans aucune Catégorie.
Lieu de conservation
Il est conservé au Monastère Sainte-Catherine (N.E. ΜΓ 29) dans le Sinaï,.